# Ślizg na ogon
Ślizg na ogon – figura akrobacji lotniczej, podczas której samolot po zmniejszeniu przez pilota obrotów silnika do minimum i ściągnięciu drążka sterowego na siebie, aż do wznoszenia się samolotu pod kątem 45° opada na ogon. Po pewnym czasie przód samolotu opuszcza się, maszyna przechodzi w lot nurkowy, z którego wyprowadza się ją w lot poziomy, ściągając stopniowo drążek sterowy. 

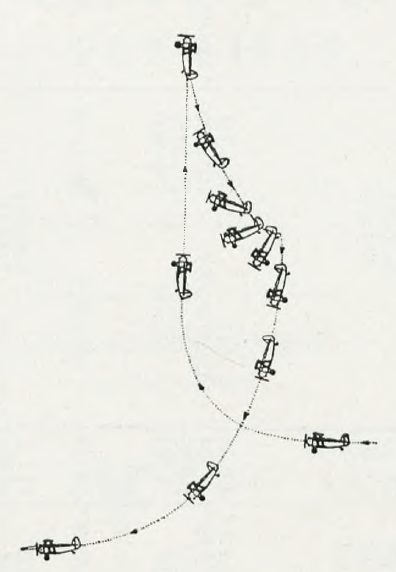
Ślizg na ogon

Są możliwe dwa rodzaje ślizgu na ogon, tzw.:
- przez „łeb”,
- przez „plecy”.

W pierwszym przypadku kąt wznoszenia jest zazwyczaj mniejszy niż 90°, co sprawi, że płatowiec ślizgając się „po ogonie”, przewróci się przez łeb, bądź większy niż 90° – wówczas przewróci się przez plecy.
Pilot może również zdecydować jakiego rodzaju ma wykonać ślizg odpowiednio wychylając ster wysokości:
- przez łeb (gdy podczas ześlizgu pilot ster wysokości ściągnął „na siebie”),
- przez plecy (gdy podczas ześlizgu pilot ster wysokości wypchnął „od siebie”).

Ślizg na ogon kończy się przejściem płatowca w lot nurkowy, z którego pilot wyprowadza do lotu poziomego sterem wysokości.
Ślizg przez „łeb” jest przyjemniejszy w wykonaniu, ponieważ działają w tym przypadku tylko przeciążenia dodatnie, natomiast stopień trudności w wykonaniu obu rodzajów ślizgów jest porównywalny.
Ślizg na ogon może wykonać przystosowany do tego samolot akrobacyjny lub szybowiec akrobacyjny.